# Зверев, Виталий Васильевич
Вита́лий Васи́льевич Зве́рев (род. 3 июня 1952, Кадиевка, Ворошиловградская область) — советский и российский микробиолог, специалист в области молекулярной биологии и патогенных микроорганизмов, академик РАМН (2002), академик РАН (2013).

## Биография
Родился 3 июня 1952 года в г. Кадиевка Ворошиловградской области (сейчас это Стаханов Луганской области Украины).
- В 1975 году окончил лечебный факультет Волгоградского государственного медицинского института.
- Далее работал в НИИ прикладной микробиологии Главмикробиопрома (Оболенск) и в Институте молекулярной генетики АН СССР. В 1985 году защитил кандидатскую диссертацию «Особенности репликации и структуры ДНК малых колициногенных плазмид».
- С 1985 года работал в НИИ вирусных препаратов имени О. Г. Анджапаридзе РАМН, пройдя путь от старшего научного сотрудника до директора.
  - 15 мая 1995 года защитил докторскую диссертацию «Структура гена CD4-рецептора и изучение антивирусного действия рекомбинантных форм CD4» (официальные оппоненты А. А. Краевский, В. З. Тарантул и Л. В. Урываев).
  - В 2005 году стал директором этого же НИИ[2].
  - В 2005 году проведена реорганизация НИИ вакцин и сывороток имени И. И. Мечникова РАМН в форме присоединения к нему НИИ вирусных препаратов имени О. Г. Анджапаридзе РАМН.
- В 2005—2018 годах был директором НИИ вакцин и сывороток имени И. И. Мечникова[3].
  - С 2018 года — научный руководитель института[4].
- Возглавляет кафедру микробиологии, вирусологии и иммунологии медико-профилактического факультета Сеченовского университета[5].
- 12 февраля 1999 года избран членом-корреспондентом РАМН,
- 6 апреля 2002 года — избран академиком РАМН.
- 30 сентября 2013 года стал академиком РАН (в рамках присоединения РАМН и РАСХН к РАН).

## Научная деятельность
Специалист в области молекулярной биологии и патогенных микроорганизмов. Исследуется механизмы взаимодействия вирусов с клеткой, молекулярно-биологическую структуру и регуляцию экспрессии генов рецепторов вирусов, структуру и функции вирусных белков. Является одним из авторов первой российской программы борьбы против ВИЧ-инфекции.
Зверев — автор 365 научных работ, из них 17 книг и монографий, им получено 18 авторских свидетельств и патентов. Индекс Хирша по базе данных Scopus — 8, по базе данных Web of Science — 7.
Под руководством Зверева защищено 4 докторские и 10 кандидатских диссертаций.

## Научно-организационная деятельность
- главный редактор журнала «Журнал микробиологии, эпидемиологии и иммунобиологии»;
- заместитель председателя Всероссийского научно-практического общества микробиологов, эпидемиологов и паразитологов;
- председатель научного совета по комплексной проблеме медицины «Вакцинология»;
- председатель проблемной комиссии «Корь, паротит, краснуха»;
- член Правительственной комиссии по биологической и химической безопасности;
- член экспертного совета GAVI (Глобальный Альянс по вакцинам и иммунизации)[1].

## Награды
- Премия Правительства Российской Федерации в области науки и техники (в составе группы, за 1997 год) — за разработку и организацию производства новых высокоэффективных средств диагностики ВИЧ-инфекции и гепатитов А, В, С[7]

- Премия Правительства Российской Федерации в области науки и техники (в составе группы, за 2005 год) — за научное обоснование, разработку и внедрение системы защиты населения Российской Федерации от новых биологических угроз[2]

- Медаль ордена «За заслуги перед Отечеством» II степени (28 февраля 2023) — за заслуги в научной деятельности и многолетнюю добросовестную работу[8]